# Луговое (Курганская область)
Луговое — село в Целинном муниципальном округе Курганской области России.

## География
Село находится на юго-западе Курганской области, в пределах юго-западной части Западно-Сибирской равнины, в лесостепной зоне, на левом берегу реки Уй, на расстоянии примерно 30 километров (по прямой) к юго-западу от села Целинного, административного центра округа. Абсолютная высота — 98 метров над уровнем моря.

### Климат
Климат характеризуется как резко континентальный, с холодной продолжительной малоснежной зимой и жарким сухим летом. Средняя продолжительность безморозного периода составляет 113 дней. Среднегодовое количество атмосферных осадков — 397мм.

## История
До 1917 года входило в состав Усть-Уйской волости Челябинского уезда Оренбургской губернии. По данным на 1926 года посëлок Луговской состоял из 354 хозяйств. В административном отношении являлся центром Луговского сельсовета Усть-Уйского района Челябинского округа Уральской области.

## Население
| 1989 | 2002 | 2010 |
| ---- | ---- | ---- |
| 229  | →229 | ↘131 |

По данным переписи 1926 года в посёлке проживало 1512 человек (676 мужчин и 836 женщин), в том числе: русские составляли 98 % населения.

### Гендерный состав
По данным Всероссийской переписи населения 2010 года в гендерной структуре населения мужчины составляли 45,8 %, женщины — соответственно 54,2 %.

### Национальный состав
Согласно результатам Всероссийской переписи населения 2002 года, в национальной структуре населения русские составляли 91 %.

## Известные уроженцы, жители
- Дуров, Михаил Фёдорович (1928—2015) — доктор медицинских наук.

## Инфраструктура
Личное подсобное хозяйство с зоной сельскохозяйственного использования, индивидуальная застройка усадебного типа.
Основа экономики — сельское хозяйство.

## Памятные места, достопримечательности
Обелиск Победы — находится в центре села.

## Транспорт
Деревня доступна автотранспортом по просёлочным дорогам.